# Malven
Die Malven (Malva) sind eine Pflanzengattung in der Familie der Malvengewächse (Malvaceae). Die 15 bis 30 Arten sind in Eurasien und Nordafrika verbreitet.

## Namensgebung
Das Wort „Malve“ geht über lateinisch malva (als „Pappel“ und „Hasenpappel“ vor allem Wilde Malve oder Weg-Malve, möglicherweise auch Rosen-Malve und Gewöhnliche Stockrose, aber auch Echter Eibisch) und altgriechisch μαλάχη maláche auf eine Mittelmeersprache zurück (vgl. arabisch Muluchiya und hebräisch mallūah für die nicht verwandte Gartenmelde).

## Beschreibung

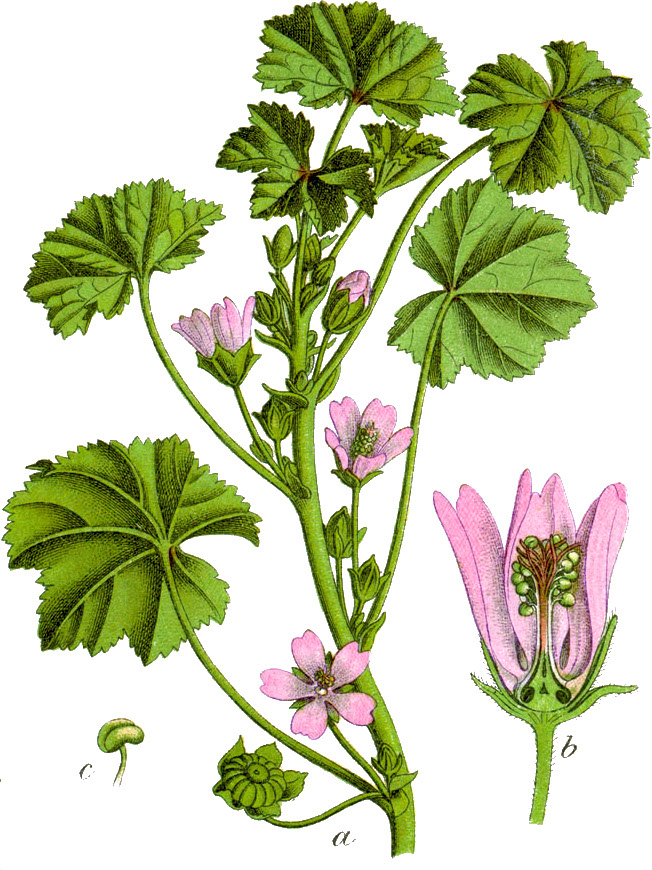
Illustration der Weg-Malve (Malva neglecta)

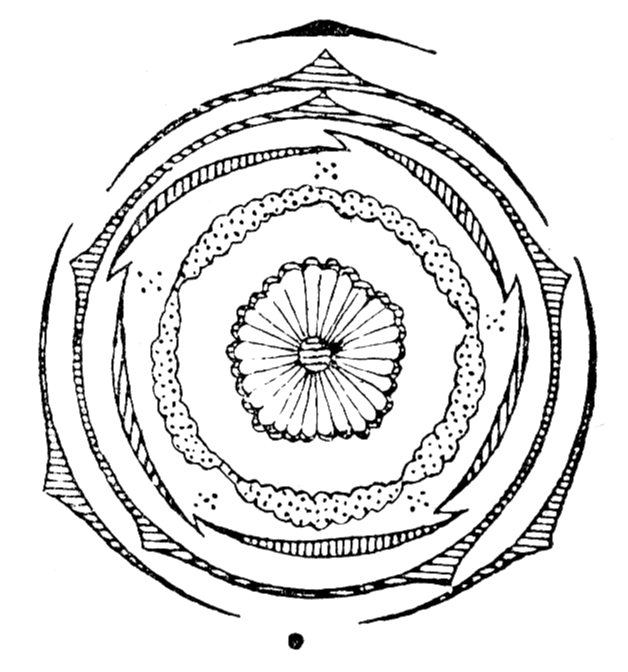
Blütendiagramm einer Malve

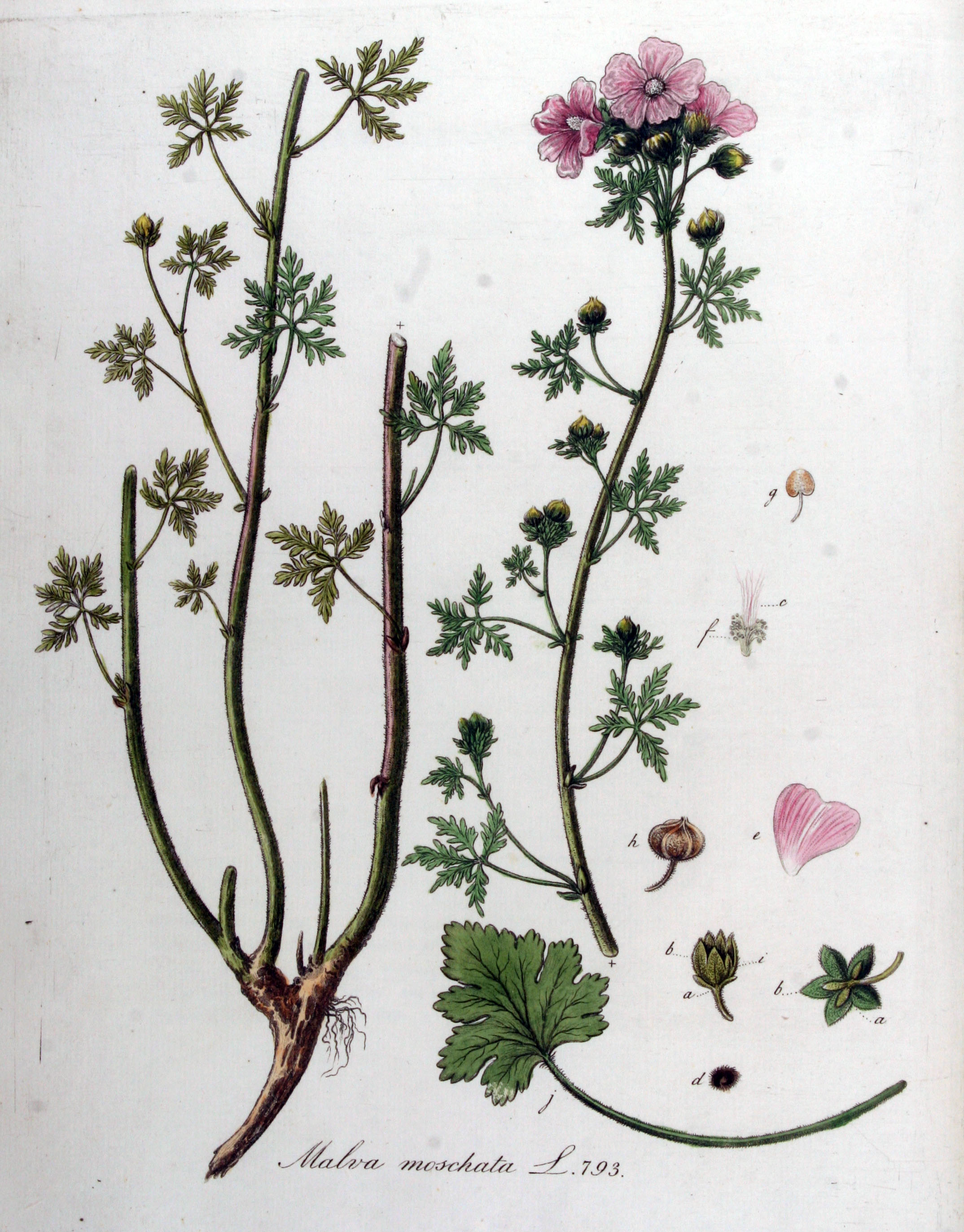
Illustration aus Flora Batava, Volume 10 der Moschus-Malve (Malva moschata)

### Erscheinungsbild und Blätter
Malven-Arten wachsen als aufsteigende oder aufrechte, ein- bis mehrjährige oder kurzlebig ausdauernde krautige Pflanzen. Die wechselständig an den Stängeln angeordneten Laubblätter sind gestielt. Die Blattspreiten sind handförmig gelappt oder gelegentlich tief eingeschnitten. Die bleibenden Nebenblätter sind ungestielt und meist bewimpert.

### Blüten
Die Blüten stehen entweder einzeln oder in Büscheln in den Blattachseln. Die drei meist unverwachsenen Hochblätter der Hülle, die auch häufig als Außenkelch interpretiert werden, variieren in der Form von linealisch bis eiförmig. Die Blüten sind vormännlich, protandrisch.
Die zwittrigen Blüten sind radiärsymmetrisch und fünfzählig. Die fünf Kelchblätter sind becherförmig verwachsen, vergrößern sich oft bis zur Fruchtreife und stehen dann von der Achse ab. Die fünf Kronblätter sind meist violett, gelegentlich auch weiß, rosa oder rot. An ihrer Spitze sind sie eingekerbt oder eingebuchtet.
Wie bei allen Vertretern der Unterfamilie Malvoideae sind die vielen Staubblätter mit ihren Staubfäden zu einer den Stempel umgebenden Röhre, der sogenannten Columna, verwachsen, an deren Spitze jeweils die Staubbeutel entspringen. Die Staubbeutel sind jeweils nur mit einer Theca ausgestattet. Der oberständige Fruchtknoten weist neun bis fünfzehn Fächer auf. Jedes Fach enthält eine Samenanlage. Der Griffel ist in ebenso viele Äste verzweigt, wie der Fruchtknoten Fächer aufweist. Die Narben sind zum Blütenzentrum hin gerichtet.
Aus der violettblühenden Wilden Malve (Malva sylvestris) isolierte Richard Willstätter 1915 erstmals den Anthocyan-Farbstoff Malvidin als Dimethylether des Delphinidins.

### Früchte und Samen
Die an den Polen abgeplattete Spaltfrucht besteht aus neun bis fünfzehn Teilfrüchten und öffnet sich nicht. Die Teilfrüchte besitzen eckige Seitenkanten, aber keine Dornen. Jede Teilfrucht beherbergt einen Samen, der an den Wänden der Teilfrucht haftet.

## Standorte

Malva acerifolia

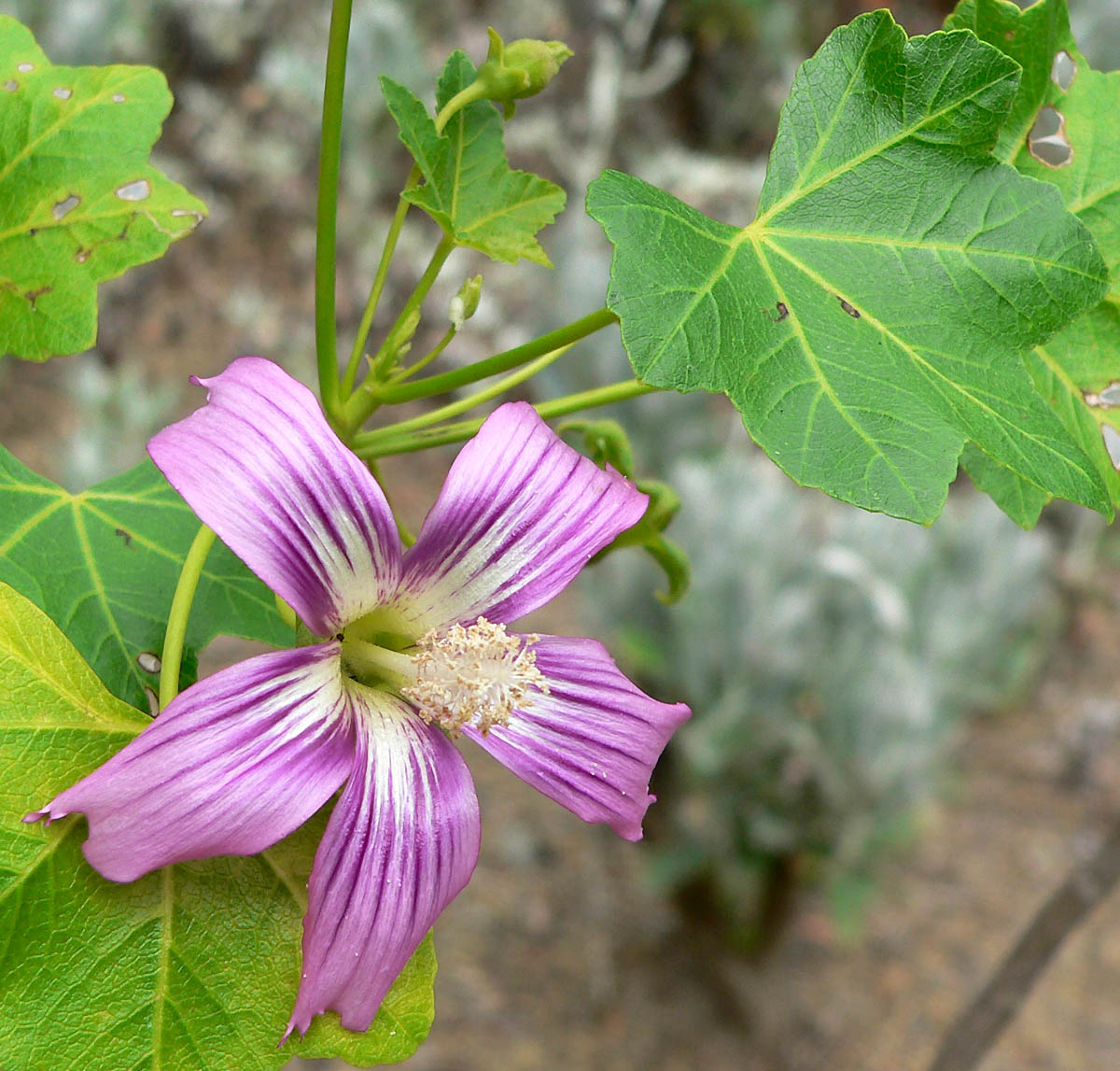
Malva assurgentiflora

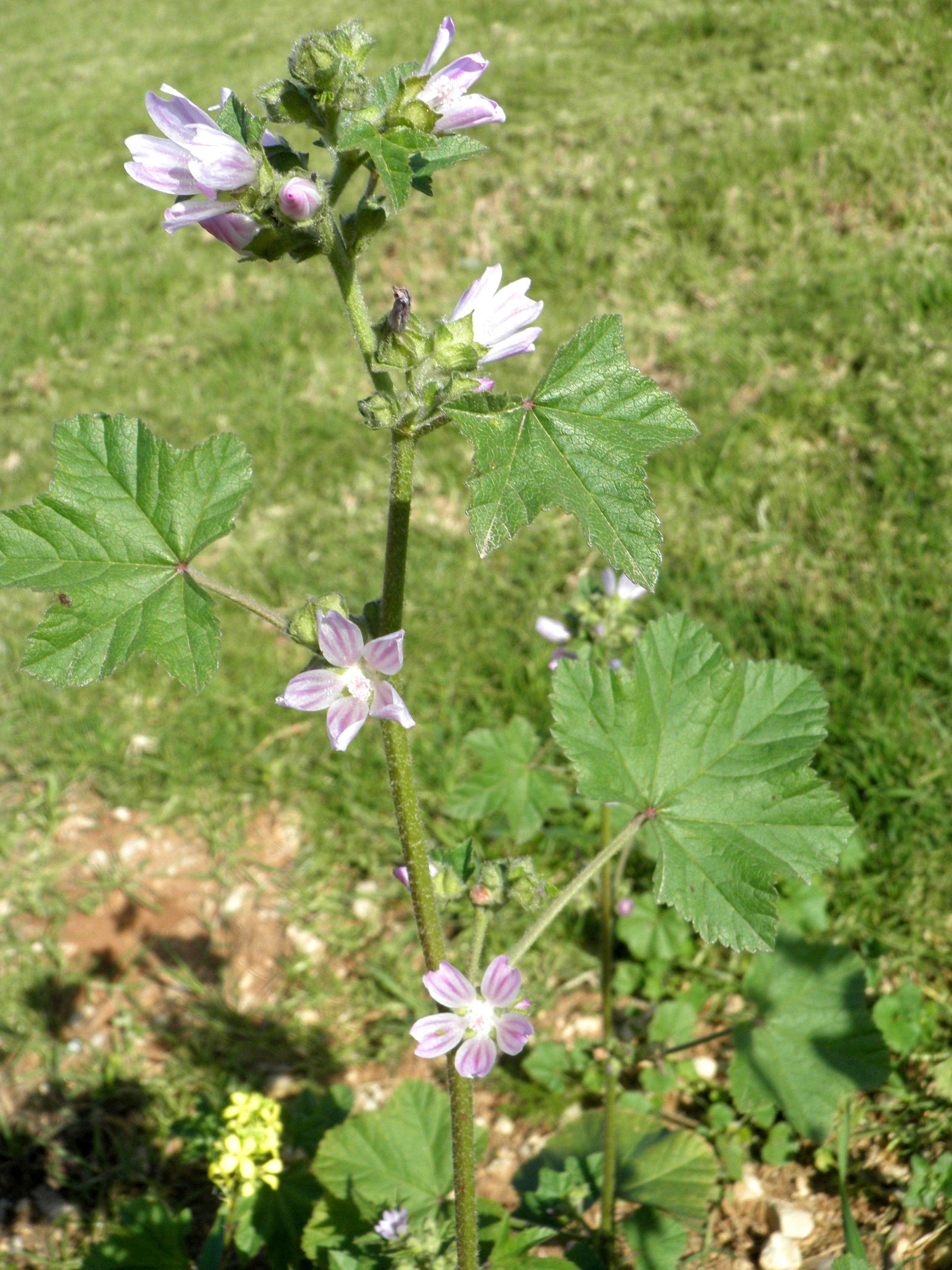
Nizzäische Käsepappel (Malva nicaeensis)

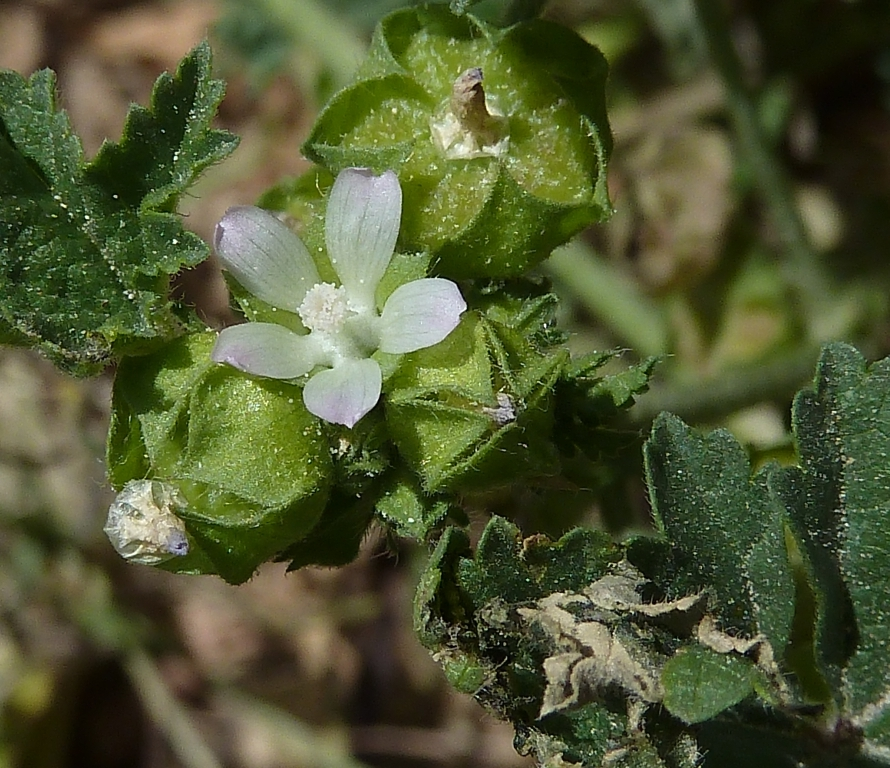
Malva parviflora

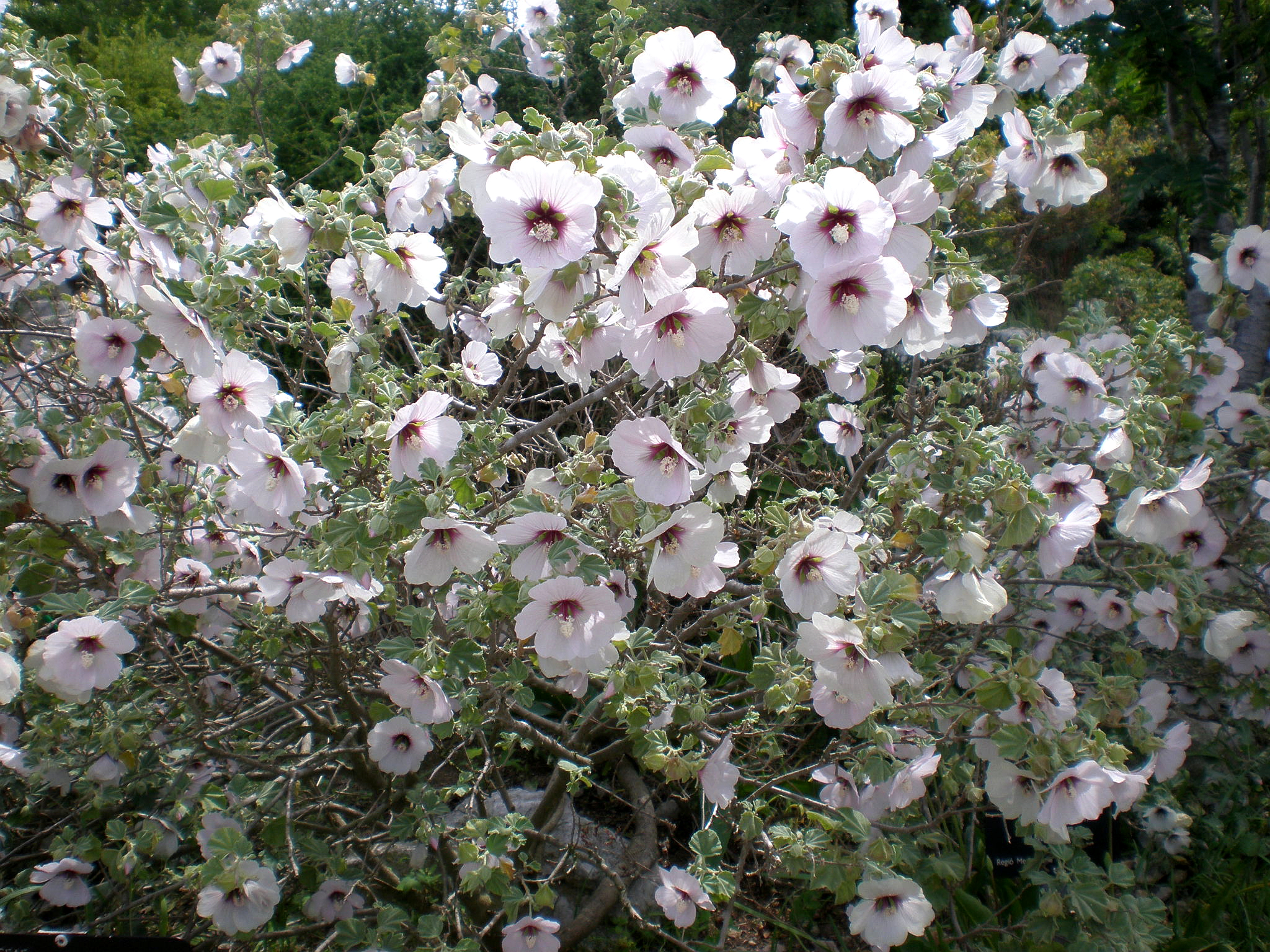
Strand-Strauchpappel (Malva subovata)

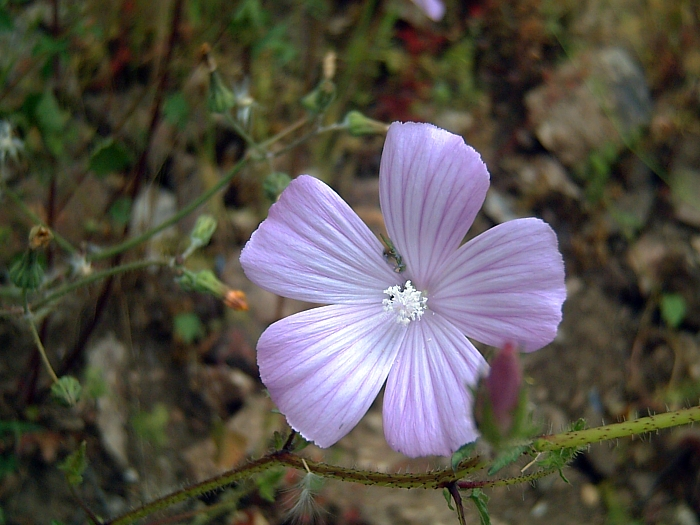
Blüte von Malva tournefortiana

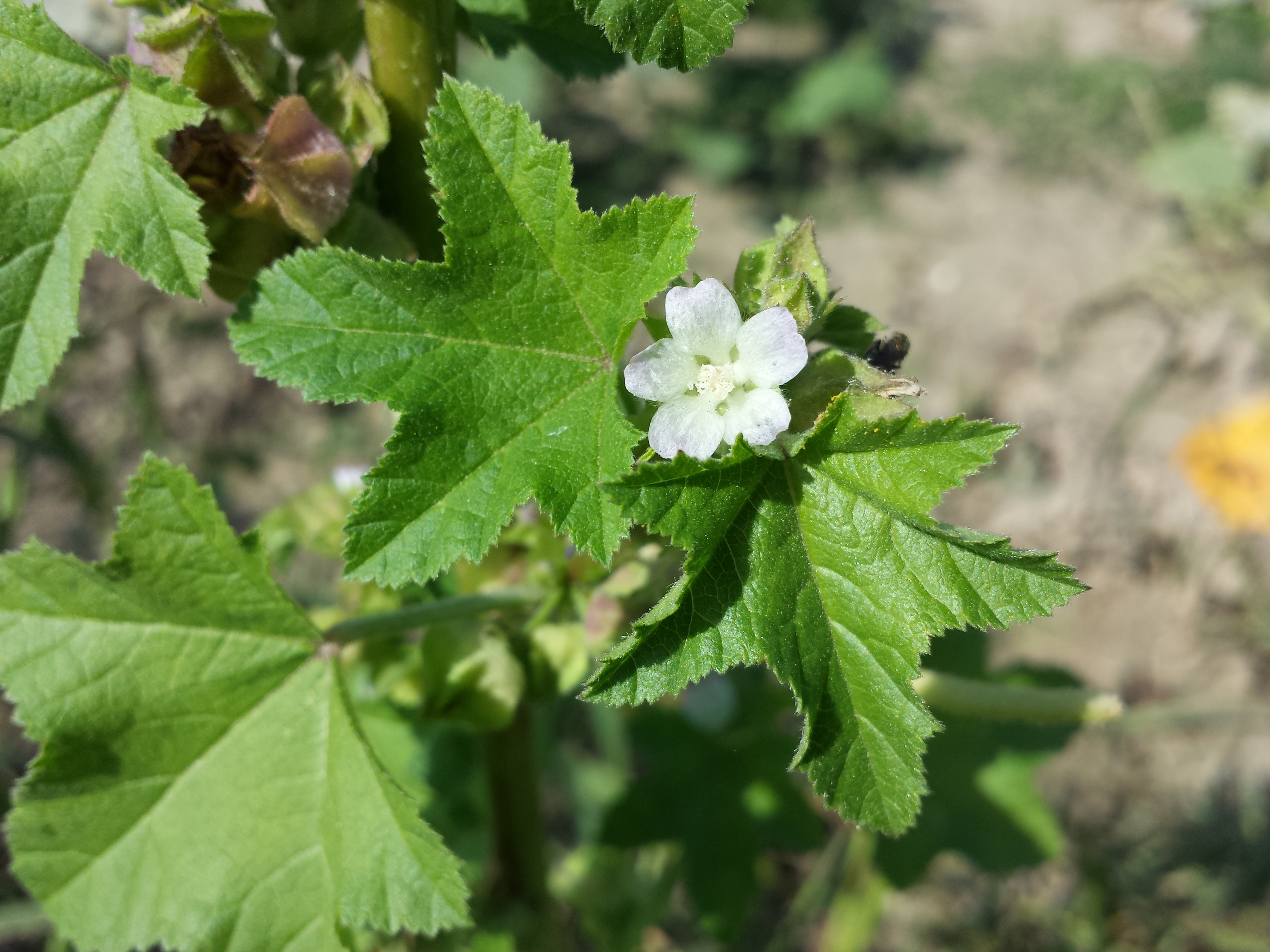
Quirl-Malve (Malva verticillata)

## Systematik und Verbreitung
Die Gattung Malva wurde 1753 durch Carl von Linné in Species Plantarum aufgestellt. Als Lectotypus wurde 1913 durch Britton und Brown Malva sylvestris L. festgelegt. Synonyme für Malva L. sind: Axolopha (DC.) Alef., Stegia DC., Dinacrusa G.Krebs.
Die Gattung Malva gehört zu der Tribus Malveae in der Unterfamilie Malvoideae innerhalb der Familie der Malvaceae. Die Gattung Malva ist Teil eines Komplexes mehrerer nah verwandter Gattungen (Malva, Lavatera, Malope, Kitaibelia, Alcea und Althaea), die sich nur schwer gegeneinander abgrenzen lassen. Molekulargenetische Untersuchungen zeigten, dass die Gattungen zueinander paraphyletisch sind. Unklar ist bisher, wie eine neue Aufteilung des Komplexes aussehen kann, in Betracht käme eine Aufteilung in zwei (Malva und Malope) oder eine in vier oder auch mehr Gattungen. Die Anzahl der Arten lässt sich daher ebenso wenig festlegen wie die traditionelle Gliederung der Gattung in Sektionen. Eine Tendenz zu einer weiter gefassten Gattung Malva ist aber vorhanden.
Die paläoarktische Gattung Malva in traditionellem Umfang ist in Eurasien und Nordafrika verbreitet; einige früher zu Lavatera und jetzt zu Malva gestellte Arten sind in Nordamerika und Australien beheimatet.
Es gibt 15 bis 30 Malva-Arten:
- Malva acerifolia (Cav.) Alef. (Syn. Malva canariensis M.F.Ray, Lavatera acerifolia Cav.): Sie kommt nur auf den Kanarischen Inseln vor.[12]
- Malva aegyptia L.: Sie kommt in Südeuropa, Nordafrika und Vorderasien vor.[12]
- Rosen-Malve (Malva alcea L.)
- Baumförmige Strauchpappel (Malva arborea (L.) Webb & Berthel.; Syn.: Lavatera arborea L., Malva eriocalyx (Steudel) Molero & J.M.Monts., Malva dendromorpha M.F.Ray)[12]
- Malva assurgentiflora (Kellogg) M.F.Ray (Syn. Lavatera assurgentiflora Kellogg): Sie kommt nur in Kalifornien vor.[10][13]
- Malva cathayensis M.G.Gilbert, Y.Tang & Dorr: Sie kommt ursprünglich in Indien vor.[10]
- Malva cretica Cav.: Sie kommt in Südeuropa, Nordafrika und Vorderasien vor.[12]
- Malva davaei (Cout.) Valdés: Mit zwei Unterarten:
  - Malva davaei subsp. davaei: Sie kommt in Spanien und in Portugal vor.[12]
  - Malva davaei subsp. mauritanica (Durieu) Valdés (Syn.: Lavatera mauritanica Durieu): Sie kommt in Marokko, Algerien, Portugal, Spanien und auf Teneriffa vor.[12]
- Malva hispanica L.: Sie kommt in Marokko, Algerien, Portugal und Spanien vor.[12]
- Malva iljinii Riedl
- Malva lindsayi (Moran) M.F.Ray (Syn.: Lavatera lindsayi Moran): Sie kommt auf der mexikanischen Insel Guadalupe vor.[13]
- Malva microphylla (Baker f.) Molero & J.M. Monts. (Syn.: Lavatera microphylla Baker f., Malva bakeri Molero & J.M.Monts. nom. illeg.): Die Heimat ist Marokko.[12]

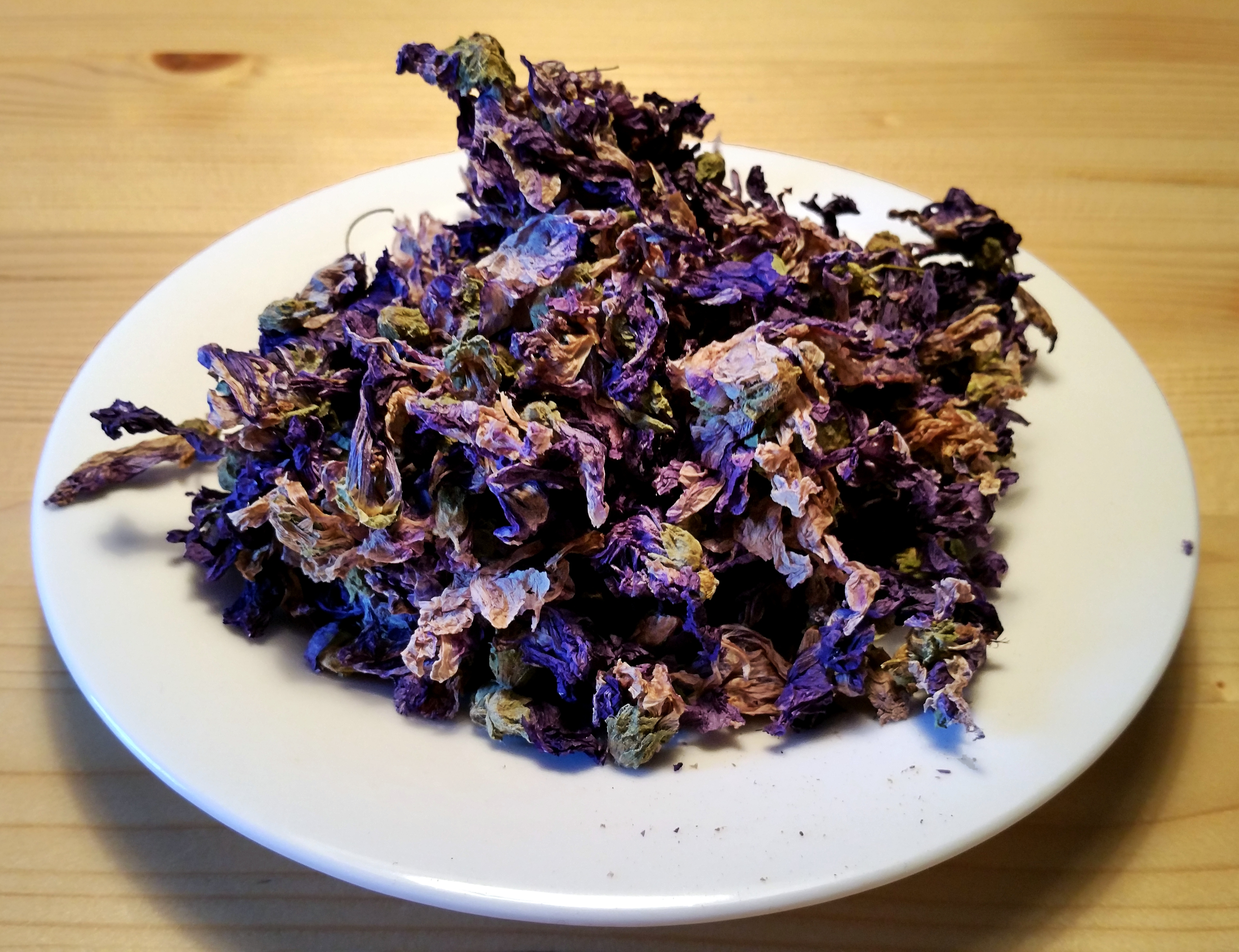
Getrocknete Malvenblüten

- Moschus-Malve (Malva moschata L.)
- Malva multiflora (Cav.) Soldano, Banfi & Galasso (Syn.: Lavatera cretica L., Malva pseudolavatera Webb & Berthel., Malva linnaei M.F.Ray): Sie kommt in Südeuropa, in Nordafrika, auf den Kapverden, auf Madeira und auf den Kanaren, in Zypern, auf der Sinaihalbinsel und in Westasien vor.[10][14]
- Weg-Malve (Malva neglecta Wallr.)
- Nizzäische Käsepappel (Malva nicaeensis All.): Sie kommt in Südeuropa, in Nordafrika, auf den Kanaren und auf Madeira, auf der Arabischen Halbinsel, in Westasien, auf Zypern, auf der Sinaihalbinsel, im Kaukasusraum und in Zentralasien vor.[10]
- Malva occidentalis (S.Watson) M.F.Ray (Syn.: Lavatera occidentalis S.Watson): Sie kommt nur in Baja California vor.[10][13]
- Malva pacifica M.F.Ray (Syn.: Lavatera venosa S.Watson): Sie kommt nur in Baja California vor.[10][13]
- Malva parviflora L.: Sie kommt in Südeuropa, in Nordafrika, in Westasien, auf der Arabischen Halbinsel, im Kaukasusraum und in Turkmenistan vor.[10]
- Malva preissiana Miq. (Syn.: Malva australiana M.F.Ray, Lavatera plebeia Sims): Sie kommt in Australien vor.[10][13]
- Kleinblütige Malve (Malva pusilla Sm., Syn.: Malva borealis Wallman): Sie ist in Eurasien von der Türkei bis ins östliche Sibirien[10], Kasachstan, Kirgisistan, Turkmenistan, Usbekistan, Tibet, China und in der Mongolei weitverbreitet.[4]
- Strand-Strauchpappel (Malva subovata (A.DC.) Molero & J.M.Monts., Syn.: Lavatera maritima Gouan, Malva wigandii (Alef.) M.F.Ray)[15]: Sie kommt in Marokko, Algerien, Tunesien, Portugal, Spanien, auf den Balearen, in Frankreich, Italien, Sardinien und Korsika vor.[12]
- Wilde Malve (Malva sylvestris L.; Syn.: Malva erecta C.Presl): Sie wird als Gemüse- und Heilpflanze verwendet. Enthält Malvidin.
- Thüringer Strauchpappel (Malva thuringiaca (L.) Vis., Syn.: Lavatera thuringiaca L.)
- Malva tournefortiana L.: Sie kommt in Portugal, Spanien, Frankreich, Montenegro und Marokko vor.[12]
- Malva trifida Cav. (Syn.: Malva stipulacea Cav.):  Sie kommt nur in Spanien vor.[12]
- Becher-Malve (Malva trimestris (L.) Salisb., Syn.: Lavatera trimestris L.)[13]
- Quirl-Malve (Malva verticillata L.): Es gibt mindestens drei Varietäten:[4]
  - Malva verticillata var. crispa L.: Sie wird kultiviert und ist in vielen Gebieten der Welt verwildert.
  - Malva verticillata var. rafiqii Abedin: Sie kommt in China, Korea, nördlichen Indien sowie Pakistan vor.[4]
  - Malva verticillata L. var. verticillata (Syn.: Malva chinensis Mill., non Malva sinensis Cav., Malva mohileviensis Downar, Malva pulchella Bernhardi, Malva verticillata subsp. chinensis (Mill.) Tzvelev, Malva verticillata var. chinensis (Mill.) S.Y.Hu): Sie ist in China, Indien, Korea, Myanmar, Äthiopien sowie Europa und vielleicht in Bhutan weitverbreitet.[4]
- Malva vidalii (Pau) Molero & J.M.Monts. (Syn.: Lavatera vidalii Pau): Die Heimat ist Marokko.[15]

## Verwendung
Manche Malven-Arten werden aufgrund ihres Aromas in der Industrie vor allem für Kosmetikartikel verwendet oder als Malvenblütentee genutzt. Tee aus Blättern der Wilden Malve ist außerdem ein Heilmittel gegen Reizhusten. Die Sorten einiger Malven-Arten werden als Zierpflanzen genutzt.